# Telepatria international
Telepatria international ovvero niente paura siamo italiani è stato un programma televisivo italiano, trasmesso dalla Rete 2 dal 6 dicembre 1981 la domenica alle 20:40 per tre puntate.

## Il programma
Il programma, scritto con Luciano De Crescenzo, è ricco di gag comiche ed apparizioni di personaggi stralunati alla "Arbore", tra cui la banda dell'Esercito, bancari impiegati, balletti e con le apparizioni di Roberto Benigni che interpreta Dante Alighieri, di Ugo Tognazzi che interpreta San Giuseppe, di Carlo Verdone che interpreta un anziano garibaldino e Paolo Villaggio che interpreta Cristoforo Colombo. Oltre a molti caratteristi, appare anche Lory Del Santo, come presenza fissa.